# Animal Fantàstic (Sant Feliu de Guíxols)
Animal Fantàstic és una escultura de Sant Feliu de Guíxols (Baix Empordà) inclosa a l'Inventari del Patrimoni Arquitectònic de Catalunya.

## Descripció
Es tracta d'una escultura d'uns 2 metres d'altura, situada a la cantonada de la planta baixa de l'edifici de l'Hostal del Drac. La imatge representa un animal fantàstic amb bec, ales i forca i, a més, té el cos d'una figura humana. El material amb que es va realitzar l'obra és la fusta, que encara conserva restes de daurat.

## Història
La figura decora en l'actualitat la façana de l'"Hostal del Drac", que es troba tancat al públic. Originàriament hi hagué en aquest emplaçament la "Confiteria de Can Canals", establiment del segle xix reformat l'any 1904 en estil modernista.
Sembla probable que aquesta escultura es relacioni amb la de l'ocell-drac de ferro que hi havia hagut al balcó de la casa dels Barraguer, que recordava la llegenda de l'ocell portador de la pesta a Sant Feliu.